# Цзаоян
Цзаоян (кит. спр. 枣阳市, піньїнь: Zăoyáng Shì) — місто-повіт в центральнокитайській провінції Хубей, складова міста Сян'ян.

## Географія
Цзаоян — найсхідніша частина префектури.

### Клімат
Місто знаходиться у зоні, котра характеризується вологим субтропічним кліматом. Найтепліший місяць — липень із середньою температурою 27.8 °C (82 °F). Найхолодніший місяць — січень, із середньою температурою 1.7 °С (35 °F).
| Клімат Цзаояна          | Клімат Цзаояна | Клімат Цзаояна | Клімат Цзаояна | Клімат Цзаояна | Клімат Цзаояна | Клімат Цзаояна | Клімат Цзаояна | Клімат Цзаояна | Клімат Цзаояна | Клімат Цзаояна | Клімат Цзаояна | Клімат Цзаояна | Клімат Цзаояна |
| Показник                | Січ.           | Лют.           | Бер.           | Квіт.          | Трав.          | Черв.          | Лип.           | Серп.          | Вер.           | Жовт.          | Лист.          | Груд.          | Рік            |
| Середній максимум, °C   | 7              | 9              | 14             | 21             | 26             | 30             | 32             | 31             | 27             | 22             | 15             | 9              | 20             |
| Середня температура, °C | 2              | 4              | 9              | 16             | 21             | 25             | 28             | 27             | 22             | 17             | 10             | 5              | 15             |
| Середній мінімум, °C    | −2             | 0              | 4              | 10             | 16             | 20             | 23             | 22             | 17             | 12             | 6              | 0              | 10             |
| Норма опадів, мм        | 16             | 25             | 49             | 80             | 99             | 105            | 165            | 134            | 79             | 53             | 37             | 14             | 856            |
| ----------------------- | -------------- | -------------- | -------------- | -------------- | -------------- | -------------- | -------------- | -------------- | -------------- | -------------- | -------------- | -------------- | -------------- |
| Джерело: Weatherbase    |                |                |                |                |                |                |                |                |                |                |                |                |                |